# بكاه آهنكراني
بكاه آهنكراني أو بغاه آهنغراني (بالفارسية: پگاه آهنگرانی) (ولدت: 24 يوليو 1984) ممثلة مسرح وسينما ومخرجة أفلام إيرانية. هي ابنة الممثلة والمخرجة منيژه حِكمَت والمخرج السينمائي جمشيد آهنكراني. مثّلت في أكثر من 11 فيلمًا روائيًا إيرانيًا منذ العام 2001، إضافة إلى أنّها أخرجت فيلمًا وثائقيًا، وهي حائزة على أكثر من جائزة، من بينها جائزة أفضل ممثلة في مهرجان القاهرة السينمائي الدولي في دورته الثالثة والعشرين في العام 1999 عن دورها في فيلم فتاة بأحذية رياضية ويعرف أيضًا باسم «فتاة تائهة».

## الجوائز
- 1999 - جائزة أفضل ممثلة في مهرجان القاهرة السينمائي الدولي في دورته الثالثة والعشرين عن دورها في فيلم فتاة بأحذية رياضية.

## وصلات خارجية
- بكاه آهنكراني على موقع IMDb (الإنجليزية)
- بكاه آهنكراني على موقع ألو سيني (الفرنسية)
- بكاه آهنكراني على موقع أول موفي (الإنجليزية)
- بكاه آهنكراني على موقع قاعدة بيانات الفيلم (الإنجليزية)
- بكاه آهنكراني على موقع كينوبويسك (الروسية)